# Teatro San Samuele
Le Teatro San Samuele était un opéra construit à Venise au XVIIe siècle. Il se trouvait entre le Campo San Samuele et le Campo Santo Stefano.

## Histoire
L'un des plus importants théâtres vénitiens des XVIIe et XVIIIe siècles, le Teatro San Samuele a été construit en 1656 par une commission créée par la famille Grimani un an plus tôt. Initialement, le théâtre a été utilisé principalement pour les pièces de théâtre, mais au cours du XVIIIe siècle, la maison est devenue plus étroitement associée à l'opéra et au ballet. Le célèbre dramaturge et librettiste Carlo Goldoni a notamment été directeur du théâtre à partir de 1737-1741, et nombre de ses œuvres ont été créées au théâtre au cours de sa carrière.
Le Teatro San Samuele original a été détruit par le feu la dernière nuit de septembre 1747. Un nouveau théâtre a été construit avec une conception presque identique et inauguré en mai 1748 faisant concurrence au Teatro San Giovanni Grisostomo. Le nouveau théâtre a été associé au répertoire de l'opera buffa, alors que la famille Grimani préférait les  opera seria et les autres œuvres plus dramatiques étaient réservées à leur autre théâtre, le Teatro San Benedetto (construit en 1755).
À la fin du XVIIIe siècle, le Teatro San Samuele a perdu beaucoup de son prestige d'antan. En 1770, la famille Grimani a été forcée de vendre le théâtre à cause de la crise économique qui a frappé l'aristocratie vénitienne. Le théâtre a continué à fonctionner jusqu'au 6 avril 1807 quand a été ordonnée sa fermeture par un décret de Napoléon qui a également fermé le Teatro San Cassiano, le Teatro San Angelo et le Teatro San Luca. Le San Samuele et San Luca ont été rouverts par le décret autrichien du 21 avril 1815.
En 1819, le Teatro San Samuele a été acquis par l'imprésario Giuseppe Camploy. À l'exception des années 1840 lorsque les représentations étaient plus rares, le théâtre est toujours resté actif jusqu'à la mort Camploy en 1889. En 1853, le théâtre a été rebaptisé Teatro Camploy. Dans son testament, Camploy a légué le théâtre à la ville de Vérone. Le Conseil de la ville de Venise l'a acheté et, après démolition du théâtre en 1894, a construit l'école primaire A. Scarsellini sur l'ancien site du théâtre.

## Quelques premières
- Mutio Scevola, opéra en 3 actes, musique de Francesco Cavalli, livret de Giovanni Faustini et Nicolò Minato, 26 janvier 1665.
- L'Artaxerse, dramma per musica en 3 actes, musique de Carlo Grossi, livret de Aurelio Aureli, 28 décembre 1668.
- Scipione nelle Spagne, dramma per musica en 3 actes, musique de Tomaso Albinoni, livret de Apostolo Zeno, 25 mai 1724.
- Dalisa, opera seria, musique de Johann Adolf Hasse, livret de Domenico Lalli d'après Nicolò Minato, 17 mai 1730.
- La Venere Placata, musique de Francesco Corselli, livret de Claudio Nicola Stampa, printemps 1731.
- Griselda, dramma per musica en 3 actes, musique de Antonio Vivaldi, livret de Apostolo Zeno d'après Giovanni Boccaccio, 18 mai 1735.
- La contessina, pasticcio, musique de Niccolò Jommelli, livret de Goldoni, 1743.
- La ritornata di Londra, dramma giocoso en 3 actes, musique de Domenico Fischietti, livret de Goldoni, 7 février 1756.
- Catone en Utica, opera seria en 3 actes, musique de Florian Leopold Gassmann, livret de Metastasio, 29 avril 1761.
- L'idolo cinese, dramma giocoso en 3 actes, musique de Giacomo Rust, livret de Giovanni Battista Lorenzi, 28 décembre 1773.
- Le gelosie villane,  dramma giocoso en 3 actes, musique de Giuseppe Sarti, livret de Tommaso Grandi, novembre 1776.
- Giannina e Bernardone, dramma giocoso en 2 actes, musique de Domenico Cimarosa, livret de Filippo Livigni, automne  1781.
- La morte di Cesare, opera seria en 3 actes, musique de Francesco Bianchi, livret de Gaetano Sertor, 27 décembre 1788.
- Il servo padrone, opera buffa en 2 actes, musique de Niccolò Piccinni, livret de Caternio Mazzolà, 17 janvier 1794.
- L'accademia di musica, farsa per music en 1 acte, musique de Simon Mayr, livret de Gaetano Rossi d'après F. Albergati Capacelli, 24 novembre 1799.
- Le metamorfosi di Pasquale, farsa giocosa per musica en 1 acte, musique de Gaspare Spontini, livret de Giuseppe Maria Foppa, 26 décembre 1801.
- Pietro il grande, opera buffa en 2 actes, musique de Gaetano Donizetti, livret de Gherardo Bevilacqua-Aldobrandini, 26 décembre 1819.
- Marco Visconti, opera seria en 2 actes, musique de Antonio Pedrocco, livret de Nicolò Foramiti d'après Tommaso Grossi, 16 avril 1853.